# Wapen van Holendrecht
Het Wapen van Holendrecht, pars pro toto voor Hub Holendrecht is een artistiek kunstwerk in Amsterdam-Zuidoost.
Het uit de jaren zeventig daterende Holendrechtplein kreeg in de beginjaren tien een opknapbeurt. Het winkelcentrum in het noordelijk deel werd uitgebreid, maar ook het zuidelijk deel werd aangepakt. Het stadsdeel Zuidoost en CBK Zuidoost gaven bij deze 'grote schoonmaak' opdracht aan kunstenaar Arno Coenen met een kunstwerk te komen, waardoor het plein een vriendelijker uitstraling zou krijgen. Hij ontwierp een 33 bij 37 meter metend kunstwerk, opgebouwd uit gekleurde straattegels, waarbij meer dan vijftien kleuren werden toegepast. Er werd gesproken dat de kunstenaar het plein weer op de kaart had gezet, omdat aan de noordzijde van het kunstwerk de coördinaten zijn vermeld. Coenen ontwierp het kunstwerk met de bewoners van de wijk Holendrecht, die er ook hun postcode (en eigennaam) 1106 in lieten verwerken. Er is ook een wapenschild te zien. De maak kostte vanwege de administratie meer dan twee jaar, terwijl de daadwerkelijke leg relatief korte tijd in beslag nam.
Het kunstwerk bevat her en der ook bedriegertjes en werd 4 september 2013 "onthuld".